# Riger
Riger war eine Viking-/Pagan-Metal-Band aus Frankfurt (Oder). Aufgrund der neopaganistischen Ausrichtung charakterisiert die Band ihre Musik als „German Heathen Metal“. Dementsprechend stammt auch der vom Texter und Sänger Ingo Tauer festgelegte Name aus der „deutschen Variante“ der nordischen Mythologie „und ist darüber hinaus noch etwas verschlüsselt, da dies für 'rig', den Namen des Wächters von Asgard, also Heimdall, steht.“

## Geschichte
Die Band wurde 1996 als Sextett gegründet und versuchte ihre „persönlichen Vorstellungen von Heavy Metal im weiteren Sinne und Black Metal im engeren Sinne zu verwirklichen“, orientierte sich also zu Beginn stark am Black Metal. Zunächst veröffentlichte sie in Eigenregie ein auf 100 Exemplare limitiertes Demo namens Die Belagerung, worauf sie einen Vertrag bei CCP Records erhielten. Im Februar 1998 brachte sie ihr Debüt Der Wanderer heraus, wo einige der Demo-Songs wiederveröffentlicht wurden.
1999 erschien der Nachfolger Hamingja. Musikalisch wurde auf den ersten beiden Alben noch melodischer Metal gespielt, wobei vor allem auf Hamingja die Keyboards vorherrschen. Nachdem der Keyboarder Roberto Liebig, der inzwischen mit seinem eigenen Projekt Dorn aktiv ist, die Band verlassen hatte, wurde die Musik deutlich härter und ein Nachfolger für das Keyboard wurde nicht gesucht; der gitarrenlastigere Stil zeichnete sich „[s]chon zum Zeitpunkt der ersten Materialsammlung für 'Des Blutes Stimme'“ ab. Insgesamt bekam die Musik einen starken Death-Metal-Einschlag. Gjallar (2004) kann teilweise als Death-Metal-Album bezeichnet werden.
Seit 2006 hatte die Band Probleme neues Material einzuspielen, da die Mitglieder inzwischen nicht mehr nahe beieinander wohnten. Dennoch erschien im April 2009 ein neues Album mit dem Titel „Streyf“. In Streyf wird ebenfalls atmosphärischer Death-Metal, vermengt mit Folk-Anteilen, gespielt.
Der Riger-Frontmann Ingo beteiligte sich 2010 als Gastsänger bei der Berliner Pagan-Metal-Band Vargrimm, welche am 30. Juli 2010 ihr Album „Des Wolfes Zorn“ bei Asatru Klangwerke veröffentlichen.
Am 22. Mai 2015 wurde die Band aufgelöst. Gitarrist Christoph Hellmann ist weiterhin in der Frankfurter Band Ahnengrab aktiv, die er 2006 mitbegründet hatte. Matthias Eschrich, der 2011 noch zu Riger kam, ist indes aktives Gründungsmitglied bei Saxorior. Bassist Janko Jentsch trat 2018 der Gruppe Minas Morgul bei.

## Verhältnis zum Rechtsextremismus
Aufmerksamkeit erregte das Cover des Albums Hamingja, auf welchem ein verschnörkelts Keltenkreuz zu sehen war, was dazu führte, dass Riger eine Affirmation neonazistischen Gedankenguts nachgesagt wurde. Diverse Textstellen des Albums Des Blutes Stimme (2002) und die im Booklet abgedruckte Danksagung an „Alex“ von der NSBM-Band Totenburg (welche in diversen Veröffentlichungen „zurückgrüßen“) festigte diesen Ruf. Spätere Stellungnahmen der Mitglieder implizieren jedoch, dass es sich bei ihnen um Patrioten handelt, die nichts mit neonazistischen Kreisen zu tun haben möchten. Auf die Frage nach „Politik im BM“ antwortete der Gitarrist Peter Patzelt: „Ein von den Medien inszenierter Zirkus, der hoffentlich bald sein Ende gefunden haben wird.“ Das Lied Germania auf dem Debütalbum drückt die Heimatverbundenheit der Brandenburger aus, was dazu führte, dass sich ein großer Teil der Fans aus dem nationalistischen Lager rekrutierte.
Während der Auftritte der Band auf den Ragnarök-Festivals 2006 und 2007 wurden von Anhängern der Gruppe mehrere Hitlergrüße getätigt, die jedoch zum Rauswurf einiger von ihnen aus der Festivalhalle führten.

## Diskografie
- 1996: Die Belagerung (Demo, MC, Eigenvertrieb)
- 1998: Der Wanderer (Album, CD, CCP Records; MC, Metal Mind Records)
- 1999: Hamingja (Album, CD, CCP Records)
- 2002: Des Blutes Stimme (Album, CD, CCP Records)
- 2004: Gjallar (Album, CD, CCP Records)
- 2009: Streyf (Album, CD, Det Germanske Folket)

Beiträge auf Kompilationen (Auswahl)
- 1999: Melkor auf Your Darkest Dreams - Vol. 1 (MC, Metal Mind Records)
- 2003: Des Blutes Stimme auf The Hour Of Scare - Vol. 1 (CD, CCP Records)
- 2005: Zunft Der Lügner auf A Sangre Y Fuego #26 (CD, GOI Music)
- 2008: Homo Decadencia auf Might Is Right - Nordic Warchants II (2xCD+DVD, Det Germanske Folket)
- 2009: Ehr Im Sieg, Ehr Im Fallen auf Iut De Asken Compilation 2009 (CD, Iut De Asken)

Gastauftritte
- Vargrimm – Des Wolfes Zorn (2010) [Beteiligung durch Riger-Sänger]